# Marroquim

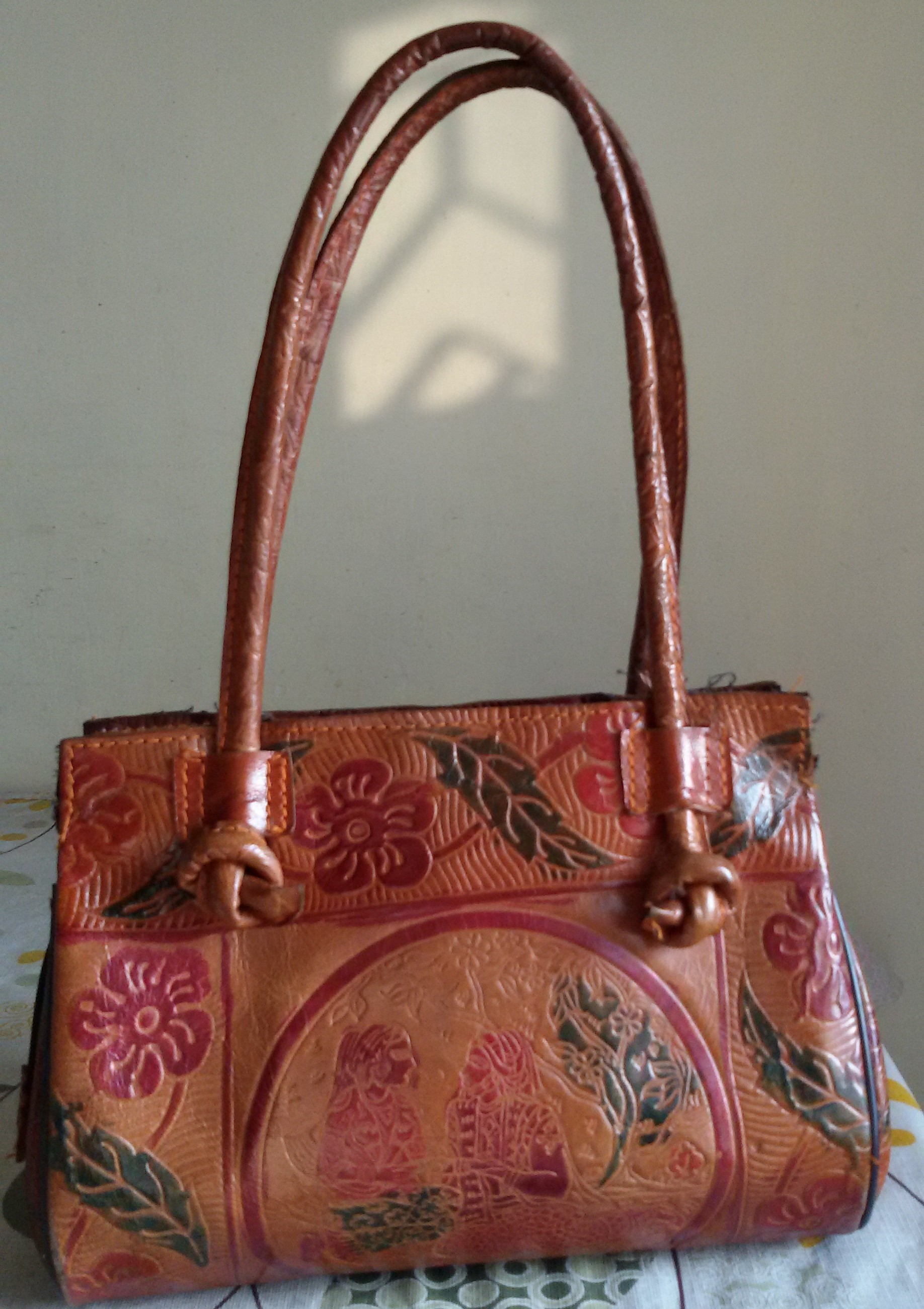
Bolsa feita de couro.

Marroquim termo que designa os objectos feitos em pele curtida de cabra ou bode, tinta do lado da flor da pele e já preparada para artigos em couro.
O termo deriva de Marrocos  onde era na origem produzido esse tipo de material.